# 山崎智也
山崎 智也（やまざき ともや、1974年3月11日 - ）は、群馬県邑楽郡邑楽町出身の元ボートレーサー。
登録第3622号、71期。身長165cm。群馬支部所属。群馬県立館林高等学校中退。同期には川北浩貴、天野晶夫、深川真二、海野ゆかり、岩崎芳美などがいる。

## レーサーとしての特徴
現役時代にはボートレース界を代表していたレーサーの一人で、安定感のあったレース運びに定評があり、コース取りは基本的には枠なりであったが、ピット離れが良いときには積極的に内に入ってくることもあった。ボートレーサーの職業病的な腰痛に苦しむ事があったものの、常にSGやG1で安定した成績を残した。
関東地区のボートレーサーの中では、毒島誠（群馬支部）、桐生順平（埼玉支部）および濱野谷憲吾（東京支部）らと並びファンの注目を集める選手である。人柄もよく、群馬支部の後輩でもある毒島らに慕われていた。端正な顔立ちから「艇界の貴公子」の異名を持っていた。
漫画・アニメの『モンキーターン』に登場する「潮崎俊也」は山崎がモデルとされている。そのキャラが登場する以前に、作者の河合克敏は取材中に山崎と面会しており、山崎が「帯をギュッとね!」のファンであり、「モンキーターン」も愛読していることを知って、作者自身も彼のファンになったと公言していた。

## 略歴
- 1997年10月の第44回全日本選手権でSG初制覇。SGは同年8月のモーターボート記念で初出場して以来2度目の出場での初優出だった。翌1998年5月には地元桐生で開催された笹川賞を制した[3]。
- 2001年12月の第16回賞金王決定戦の優勝戦では痛恨のフライングをしてしまい、規定により2002年のSG出場権を失った[3]。これにより1997年からの賞金王決定戦連続出場は5年で途絶える。
- 2003年の全日本選手権でSG3勝目をあげた[3]。同年の賞金王決定戦ベスト12に復帰。
- 2006年5月の笹川賞で優勝、SG8戦のうち5戦で優出し、年間表彰で特別賞を受賞した[3]。
- 2007年は賞金王決定戦出場を逃した（シリーズ戦優勝）。これ以降2012年まで賞金王決定戦に出場できず、2008年は一般戦で2回の優勝のみ、2009年は優勝0回であり、2010年12月5日からボートレース丸亀で開催された 一般戦「テレボートカップ」の優勝まで約3年間優勝から遠ざかった。
- 2010年12月1日に、女子ボートレーサーの横西奏恵と結婚（これにより横西の元夫でボートレーサーの佐々木和伸との間に授かっていた1女も養子として引き取り山崎姓となった。この1女が後述する小葉音である）[7]。
- 2011年5月の笹川賞では夫婦揃って初日ドリーム戦のメンバーに選ばれた。夫婦揃ってSGドリーム戦に参戦するのは史上初[8]、SGでの夫婦対決に枠を広げても1988年の笹川賞で鈴木幸夫・弓子夫婦が対決して以来となる[9]。
- 2012年12月19日、妻・奏恵が2012年に新設された賞金女王決定戦を最後に現役を引退[2]。山崎は賞金王シリーズ戦（現・グランプリシリーズ）は過去2度制したものの賞金王決定戦（現・グランプリ）の出場は2006年を最後に長く遠ざかっていた。しかし、妻・奏恵が現役を退いた2012年は同年の賞金ランク12位という当落線上ギリギリのラインで6年ぶりに決定戦に駒を進めた[2]。前述の通り2001年の優勝戦でチャンスと言われた中で5号艇で出走し、まさかのフライングという憂き目にあっただけに、このレースにかける思いは人一倍あったという。なお、2001年時の優勝は田中信一郎。このレースはまだナイター照明がなかった住之江競艇場で行われたが、トラブルによりナイター状態のレースであった。2012年、住之江での賞金王決定戦、山崎のトライアル3戦での成績は4着・1着・4着。全体では4番目の成績で、優勝戦は4号艇で出走することになった。同年12月24日のクリスマスイブに開催された賞金王決定戦優勝戦、1号艇はトライアルでも圧倒的な実力を見せつけ、賞金王で史上最多のV4を狙う絶対王者の松井繁。山崎は枠なり4コース角からの進入で2番手スタートを決めるが、トップから最下位までの差は僅か0.04秒差であった。しかし、ダッシュから舟足を伸ばし、1周目・1マークで捲り差しを決め、バックストレッチで1号艇の松井を捉えて逆転。1周目・2マークを先に回りトップを航走し、その後は一度も先頭を譲ることなくゴールした。結果、SG通算7勝目、賞金王決定戦は悲願の初優勝を果たした[10]。ピットに帰って来ると妻で賞金王大会前に現役引退を発表した横西奏恵が待っていて妻・奏恵との熱い抱擁を行った。また、関東地区選手の賞金王決定戦優勝は、千葉在住の元祖艇王・彦坂郁雄（登録第1515号）が第1回大会を制して以来、26年ぶり2人目の快挙となった[11]。
- 2013年は、賞金王決定戦ではベスト12進出を逃した。本人によれば1度取れれば良いと思っていた賞金王を取って満足し、ボケていたという[12]。
- 2015年のグランプリ 優勝戦では1号艇で1コースから逃げ切り、2度目の優勝を果たした[13]。この年、オールスター、グランドチャンピオンも制し、SG3冠を獲得した彼は、最優秀選手に選ばれた[14]。なお、同一年にSG3冠を達成したのは、史上5人目の快挙であった[15]。
- 2018年、妻の元夫との間にできた養子である（戸籍上は長女の）[16]山崎小葉音がボートレーサーとしてデビューした。
- 2022年4月12日、日本モーターボート競走会に引退届を提出し、翌13日付で現役を引退。[17]

### 引退について
2015年に2回目の賞金王を獲ったところで「選手としてやり切った」という意識が生まれ、翌2016年のSGグランドチャンピオンを優勝した直後に「優勝したのに、レースがつまらない」と思い、以降は選手としてのモチベーションが失われていたという。それでも、以前より周囲からは「とにかく30年は（選手を）続けろ」と言われていたことから、デビューから30年経った2022年までは現役を続けるつもりで活動していた。師匠の廣町恵三や同期の川北浩貴らには2022年正月の時点で引退の意向を伝え、慰留を受けたものの本人の決意は固く、慰留を断念した。SG制覇レーサーが絶頂期で引退したのは植木通彦以来となった。
本人によると、「人前に出てしゃべるのが苦手」という理由から、現役引退後は公の場に出ることはあまりない。

## 人物
- 同期の川北浩貴（滋賀支部）や76期の原田幸哉（愛知支部→長崎支部）とは大の仲良し。また1年先輩の野添貴裕（大阪支部）とは、若手時代に世話になったことから仲良くなり、大阪支部の他の選手（田中信一郎、太田和美等）との仲を取り持ってもらったほど[18]。
- パチスロライターのういちとも仲が良く、ういちからは「チャラ崎さん」と呼ばれていた。現役引退後にはういちのYouTubeチャンネルに登場し、引退に至る経緯を語っている[18]。
- 現役時代のキャッチフレーズは「ライジングスター」である。
- 実弟は現・ロバートの山本博とお笑いコンビ「山本山崎」を結成していたが、2ヶ月でNSCを中退している。
- ゲーム好きで『ウマ娘 プリティーダービー』のプレイヤーとしても知られている。現役時代から「課金するために稼がなきゃあかん」と語っていたほどで[21]、引退後は子供を学校へ送り迎えする以外はほぼ「ウマ娘」漬けの生活を送っているという[22]。
- 2002年に競艇のCMに登場する予定があり、同年のイメージキャラクター・遠藤久美子と共演したCMの収録まで済ませていたという。ところが、前述したように2001年の賞金王決定戦でフライングを切ったため、BOAT RACE振興会が山崎の出演に難色を示し、それらのCMは全てお蔵入りとなった[23]。

## 戦歴
- 1992年11月21日から桐生競艇場で開催された 一般戦でデビュー。（4着）
- 1993年2月5日から平和島競艇場で開催された 一般戦で初勝利。
- 1993年2月20日から桐生競艇場で開催された 一般戦でデビュー4ヶ月にして初優出。（4着）
- 1994年10月27日から平和島競艇場で開催された 一般戦でデビュー2年にして初優勝。
- 1995年2月9日から戸田競艇場で開催された G1「第40回関東地区選手権」でデビュー2年4ヶ月にしてG1初出場、同節でG1初勝利を飾る。
- 1997年8月28日から若松競艇場で開催された SG「第43回モーターボート記念」でデビュー4年10ヶ月でSG初出場、同節でSG初勝利を飾る。
- 1997年9月6日から桐生競艇場で開催された G1「開設41周年記念 赤城雷神杯」でG1初優出[24]。（2号艇6コース進入・2着）
- 1997年10月7日から唐津競艇場で開催された SG「第44回全日本選手権」でデビュー5年でSG初優出・SG初優勝を果たす[25]。（3号艇5コース進入 決まり手：まくり差し）
- 1998年5月19日から桐生競艇場で開催された SG「第25回笹川賞」で2回目のSG優勝。（6号艇4コース進入 決まり手：恵まれ）
- 1998年9月3日から桐生競艇場で開催された G1「開設42周年記念 赤城雷神杯」でG1初優勝。（2号艇3コース進入 決まり手：まくり）
- 1998年10月15日から多摩川競艇場で開催された G1「開設44周年記念 ウェイキーカップ」で2回目のG1優勝。（6号艇6コース進入 決まり手：恵まれ）
- 1999年11月13日から桐生競艇場で開催された G1「モーターボート大賞」で3回目のG1優勝。（3号艇6コース進入 決まり手：まくり差し）
- 2000年5月11日からびわこ競艇場で開催された G1「ダイヤモンドカップ」で4回目のG1優勝。（3号艇5コース進入 決まり手：差し）
- 2000年8月31日から桐生競艇場で開催された G1「開設44周年記念 赤城雷神杯」で5回目のG1優勝。（6号艇6コース進入 決まり手：差し）
- 2000年10月13日から桐生競艇場で開催された G1「モーターボート大賞」で6回目のG1優勝。（3号艇2コース進入 決まり手：差し）
- 2000年12月19日から住之江競艇場で開催された　SG「第15回賞金王決定戦」で初の賞金王決定戦優勝戦に進出。（6号艇4個コース進入 2着）
- 2001年5月24日から芦屋競艇場で開催された G1「開設49年記念 全日本王座決定戦」で7回目のG1優勝。（3号艇5コース進入 決まり手：まくり）
- 2001年11月10日から福岡競艇場で開催された G1「モーターボート大賞」で8回目のG1優勝。（6号艇6コース進入 決まり手：差し）
- 2001年12月19日から住之江競艇場で開催された SG「第16回賞金王決定戦」優勝戦で痛恨のフライング（+.05）を犯す。これにより1年間のSG選出除外となる。
- 2002年9月14日から福岡競艇場で開催された G1「開設49周年記念 福岡チャンピオンカップ」で9回目のG1優勝。（1号艇1コース 決まり手：逃げ）
- 2002年10月24日からびわこ競艇場で開催された G2「秩父宮妃記念杯」でG2初優勝。（1号艇1コース進入 決まり手：逃げ）
- 2002年12月5日から戸田競艇場で開催された G1「開設46周年記念 戸田グランプリ」で10回目のG1優勝。（1号艇1コース進入 決まり手：逃げ）
- 2003年2月25日から福岡競艇場で開催された G1「モーターボート大賞」で11回目のG1優勝。（1号艇1コース進入 決まり手：逃げ）
- 2003年6月5日から鳴門競艇場で開催された G1「開設50周年記念 大渦大賞」で12回目のG1優勝。（1号艇1コース進入 決まり手：逃げ）
- 2003年10月29日から戸田競艇場で開催された SG「第50回全日本選手権」で3回目のSG優勝。（1号艇1コース進入 決まり手：逃げ）
- 2003年3月13日から芦屋競艇場で開催された G1「ダイヤモンドカップ」で13回目のG1優勝。（3号艇3コース進入 決まり手：まくり）
- 2004年9月2日から桐生競艇場で開催された G1「開設48周年記念 赤城雷神杯」で14回目のG1優勝。（1号艇1コース進入 決まり手：逃げ）
- 2005年6月2日から浜名湖競艇場で開催された G1「開設52周年記念 浜名湖賞」で15回目のG1優勝。（1号艇1コース進入 決まり手：逃げ）
- 2005年9月8日から桐生競艇場で開催された G1「開設49周年記念 赤城雷神杯」で16回目のG1優勝。（5号艇5コース進入 決まり手：抜き）
- 2005年9月20日から多摩川競艇場で開催された G1「開設51周年記念 ウェイキーカップ」で17回目のG1優勝。（1号艇1コース進入 決まり手：逃げ）
- 2005年11月12日から児島競艇場で開催された G1「開設53周年記念 競艇キングカップ」で18回目のG1優勝。（5号艇4コース進入 決まり手：まくり）
- 2006年2月2日から桐生競艇場で開催された G1「第51回関東地区選手権」で19回目のG1優勝。（1号艇1コース進入 決まり手：逃げ）
- 2006年2月21日から唐津競艇場で開催された G1「第52回全日本王者決定戦」で20回目のG1優勝。（1号艇1コース進入 決まり手：逃げ）
- 2006年5月23日から戸田競艇場で開催された SG「第33回笹川賞」で4回目のSG優勝。（1号艇1コース進入 決まり手：逃げ）
- 2007年12月19日から福岡競艇場で開催された SG「第22回賞金王決定戦シリーズ戦」で5回目のSG優勝。（5号艇6コース進入 決まり手：まくり差し）
- 2010年12月18日からボートレース住之江で開催された SG「第25回グランプリシリーズ」で6回目のSG優勝。（4号艇4コース進入 決まり手：まくり）
- 2012年4月18日からびわこ競艇場で開催された G2「第56回秩父宮妃記念杯」で2回目のG2優勝[26]。（1号艇1コース進入 決まり手：逃げ）
- 2012年12月19日からボートレース住之江で開催された SG「第27回グランプリ」で7回目のSG優勝[27]。（4号艇4コース進入 決まり手：まくり差し）
- 2013年1月29日からボートレース江戸川で開催された G1「第58回関東地区選手権」で21回目のG1優勝[28]。[注 1]（1号艇1コース進入 決まり手：逃げ）
- 2014年1月21日からボートレース浜名湖で開催された G1「開設60周年記念 浜名湖賞」で22回目のG1優勝[30]。（2号艇2コース進入 決まり手：抜き）
- 2014年4月3日からボートレースびわこで開催された G1「開設62周年記念 びわこ大賞」で23回目のG1優勝[31]。（1号艇1コース進入 決まり手：逃げ）
- 2014年5月17日からボートレース丸亀で開催された G1「開設62周年記念 京極賞」で24回目のG1優勝[32]。（1号艇1コース進入 決まり手：逃げ）
- 2014年9月10日からボートレース桐生で開催された G1「開設58周年記念 赤城雷神杯」で25回目のG1優勝[33]。（2号艇4コース進入 決まり手：抜き）
- 2014年9月30日からボートレース住之江で開催された G1「第42回 高松宮記念特別」で26回目のG1優勝[34]。（5号艇5コース進入 決まり手：まくり差し）
- 2015年1月27日からボートレース住之江で開催された G1「開設58周年記念 太閤賞」で27回目のG1優勝[35]。（1号艇1コース進入 決まり手：逃げ）
- 2015年4月21日からボートレース常滑で開催された G1「開設62周年記念 トコタンキング決定戦」で28回目のG1優勝[36]。（1号艇1コース進入 決まり手：逃げ）
- 2015年5月26日からボートレース大村で開催された SG「第42回ボートレースオールスター」で8回目のSG優勝[37]。（1号艇1コース進入 決まり手：逃げ）
- 2015年6月23日からボートレース宮島で開催された SG「第25回グランドチャンピオン」で9回目のSG優勝[38]。（1号艇1コース進入 決まり手：逃げ）
- 2015年7月24日からボートレース福岡で開催された G1「開設62周年記念 福岡チャンピオンカップ」で29回目のG1優勝[39]。（3号艇3コース進入 決まり手：まくり）
- 2015年12月18日からボートレース住之江で開催された SG「第30回グランプリ」で10回目のSG優勝[40]。（1号艇1コース進入 決まり手：逃げ）
- 2016年2月19日、品川プリンスホテルアネックスタワー「プリンスホール」で開催された「平成27年優秀選手表彰式典」にて「最優秀選手」「最多賞金獲得選手」「記者大賞」の3部門を受賞[41]。
- 2016年4月7日からボートレース桐生で開催された G1「ダイヤモンドカップ　ドラキリュウプレミアム」で30回目のG1優勝[42]。[注 2]（1号艇1コース進入 決まり手：逃げ）
- 2016年6月21日からボートレース蒲郡で開催された SG「第26回グランドチャンピオン」で11回目のSG優勝[44]。（3号艇4コース進入 決まり手：まくり）
- 2018年9月25日からボートレース児島で開催された G1「開設66周年記念 児島キングカップ」で31回目のG1優勝[45]。[注 3]（1号艇1コース進入 決まり手：逃げ）
- 2021年5月25日からボートレース若松で開催された SG「第48回ボートレースオールスター」6日目（最終日）第1Rに出走。2号艇2コースからまくりを決め勝利[47]。結果として最後のSG勝利となった。
- 2022年4月4日からボートレース宮島で開催された G1「開設68周年記念 宮島チャンピオンカップ」4日目第10Rでイン逃げを決め勝利[48]。通算1968勝目を決める。結果として最後のG1及びボートレーサーとしての勝利となった。

## タイトル
- 1994年 - デビュー初優勝（平和島競艇場）
- 1997年 - SG全日本選手権優勝（唐津競艇場）[2]
- 1998年 - SG笹川賞優勝（桐生競艇場）[2]
- 2003年 - SG全日本選手権優勝（戸田競艇場）[2]、「最高勝率選手」
- 2006年 - SG笹川賞優勝（戸田競艇場）[2] （ファン投票第1位の選手としての優勝は、野中和夫以来30年ぶり史上2人目の快挙）、「優秀選手表彰特別賞」受賞
- 2007年 - SG賞金王シリーズ戦優勝（福岡競艇場）[2]
- 2010年 - SG賞金王シリーズ戦優勝（BOAT RACE住之江）[2]
- 2012年 - SGグランプリ優勝（BOAT RACE住之江）[2]、「最優秀選手」・「最多獲得賞金選手」・「記者大賞」受賞
- 2015年 - SGボートレースオールスター(BOAT RACE大村)、SGグランドチャンピオン（BOAT RACE宮島）、SGグランプリ（BOAT RACE住之江）優勝、「日本プロスポーツ大賞功労賞」受賞、「最優秀選手」・「最多獲得賞金選手」・「記者大賞」受賞。
- 2016年 - SGグランドチャンピオン（BOAT RACE蒲郡）優勝。

## 生涯戦績
- 出走回数：6388回
- 1着回数：1968回
- 優出回数：310回
- 優勝回数：93回
- SG優出回数：39回
- SG優勝回数：11回
- G1優出回数：110回
- G1優勝回数：31回
- G2優勝回数：2回
- フライング(F)回数：21回
- 出遅れ(L)回数：2回
- 通算勝率：7.47
- 2連対率：51.68
- 3連対率：68.38
- 生涯獲得賞金：2,596,902,205円